# Synagoge Bayreuth

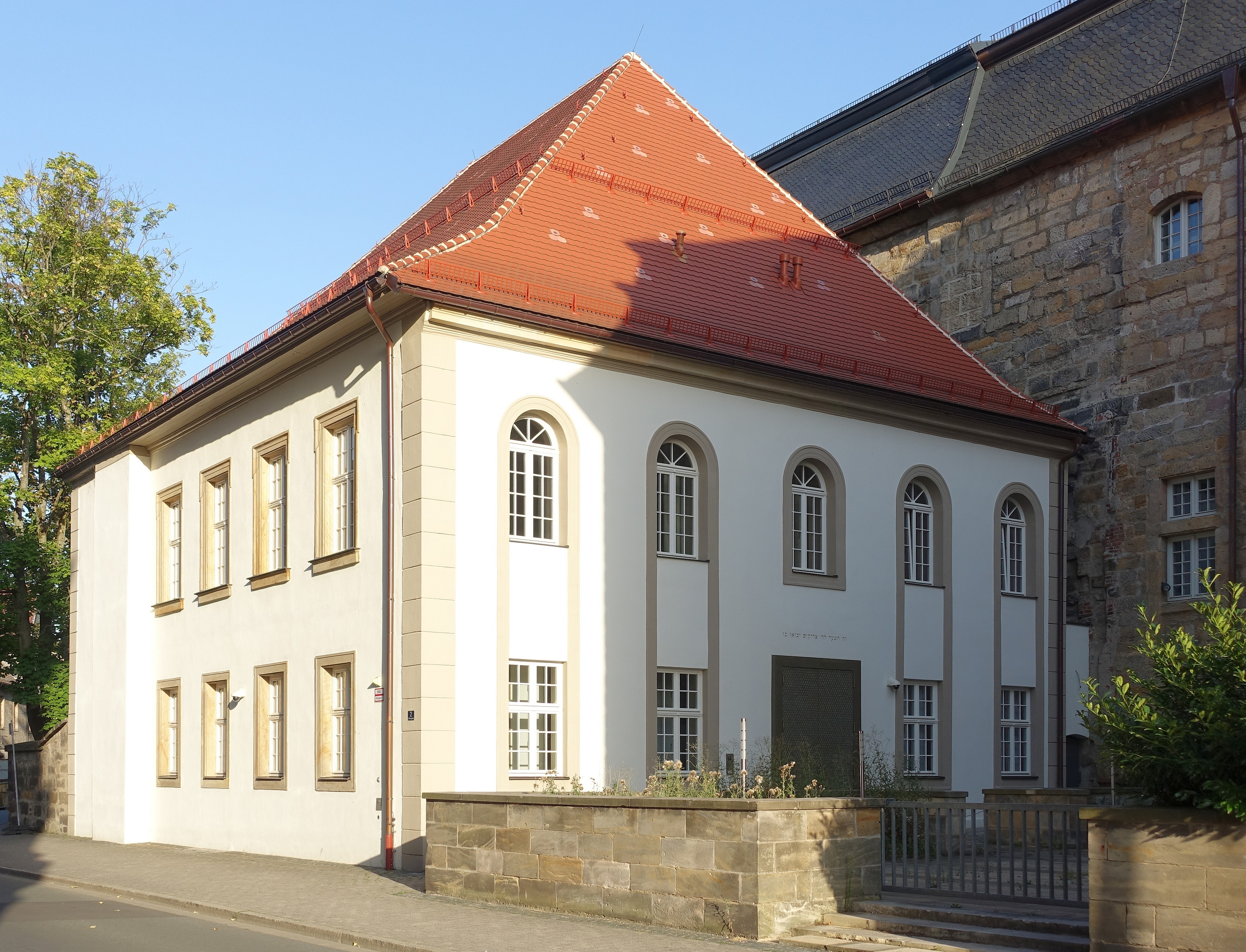
Synagoge Bayreuth in der Münzgasse, rechts das Markgräfliche Opernhaus

Die Bayreuther Synagoge ist das Gebetshaus der Israelitischen Kultusgemeinde in der oberfränkischen Bezirkshauptstadt Bayreuth. Sie steht in der Münzgasse 2, angelehnt an das Markgräfliche Opernhaus. Das barocke Haus ist die älteste Synagoge in Deutschland, die noch ihrer Bestimmung gemäß genutzt wird.

## Geschichte

Nicht mehr existenter Eingangsvorbau der Synagoge um 1910

### Vorgeschichte
Die ersten Menschen jüdischen Glaubens haben sich in Bayreuth in der Mitte des 13. Jahrhunderts angesiedelt. Knapp 300 Jahre später, im Jahr 1515, wurde die jüdische Bevölkerung wieder vertrieben. Nur noch einzelnen Juden wurde später der Zuzug gestattet, meist nur aus geschäftlichen Gründen.
Die heutige jüdische Gemeinde entstand im Jahr 1759. Markgraf Friedrich III. beschäftigte in seinem Hofstaat mehrere Juden, darunter einen Hofmaler sowie einige Hoffaktoren und Hofagenten. Seinem „Hof- und Münz-Lieferanten“ Moses Seckel gab er 1759 die Erlaubnis zur Ansiedlung von 10 jüdischen Familien, zur Begründung einer Gemeinde und zum Bau einer Synagoge.

### Hauptgeschichte 1759–1936
Zum Bau der Synagoge erwarb Gemeindegründer Moses Seckel zusammen mit seinem Bruder David für 8520 rheinische Gulden „das alte Comoedien- und Redouten-Hauss“, den Vorläuferbau des unmittelbar benachbarten Markgräflichen Opernhauses. Er ließ es auf eigene Kosten zum Gotteshaus im Barockstil umbauen. Nach knapp einem Jahr Bauzeit wurde die Bayreuther Synagoge am 15. März 1760 (Sabbath Para 5520) eingeweiht. Die Arkaden des ehemaligen „Operahauses“ waren noch 1946 an der Synagogenwand erkennbar, bei der Sanierung der Synagoge in den 2010er Jahren konnten noch Reste von Theatereinbauten entdeckt und erhalten werden.
Vorerst blieb die reich ausgeschmückte Synagoge im Privateigentum Moses Seckels, der sie der Gemeinde unentgeltlich zur Verfügung gestellt hatte. Erst mit Seckels Tod ging die Synagoge auf Wunsch des Bruders und rechtmäßigen Erben in den Gemeindebesitz über. In den folgenden Jahrzehnten und Jahrhunderten wuchs die Gemeinde stetig an, zählte jedoch nie mehr als rund 100 Familien. Nach langwierigen Verhandlungen mit der Stadt Bayreuth konnte im Jahr 1787 der jüdische Friedhof durch eine neue Gemeindeverfassung in Benutzung genommen werden.
Viele Jahre unterstand die Bayreuther Synagoge dem Distriktsrabbinat Baiersdorf und verfügte nur über einen Vize-Rabbiner. Im Jahr 1829 wurde Joseph Aub der erste Distriktsrabbiner des nach dem bayerischen Judenedikt von 1813 neugegründeten Distriktsrabbinat Bayreuth.

### „Drittes Reich“

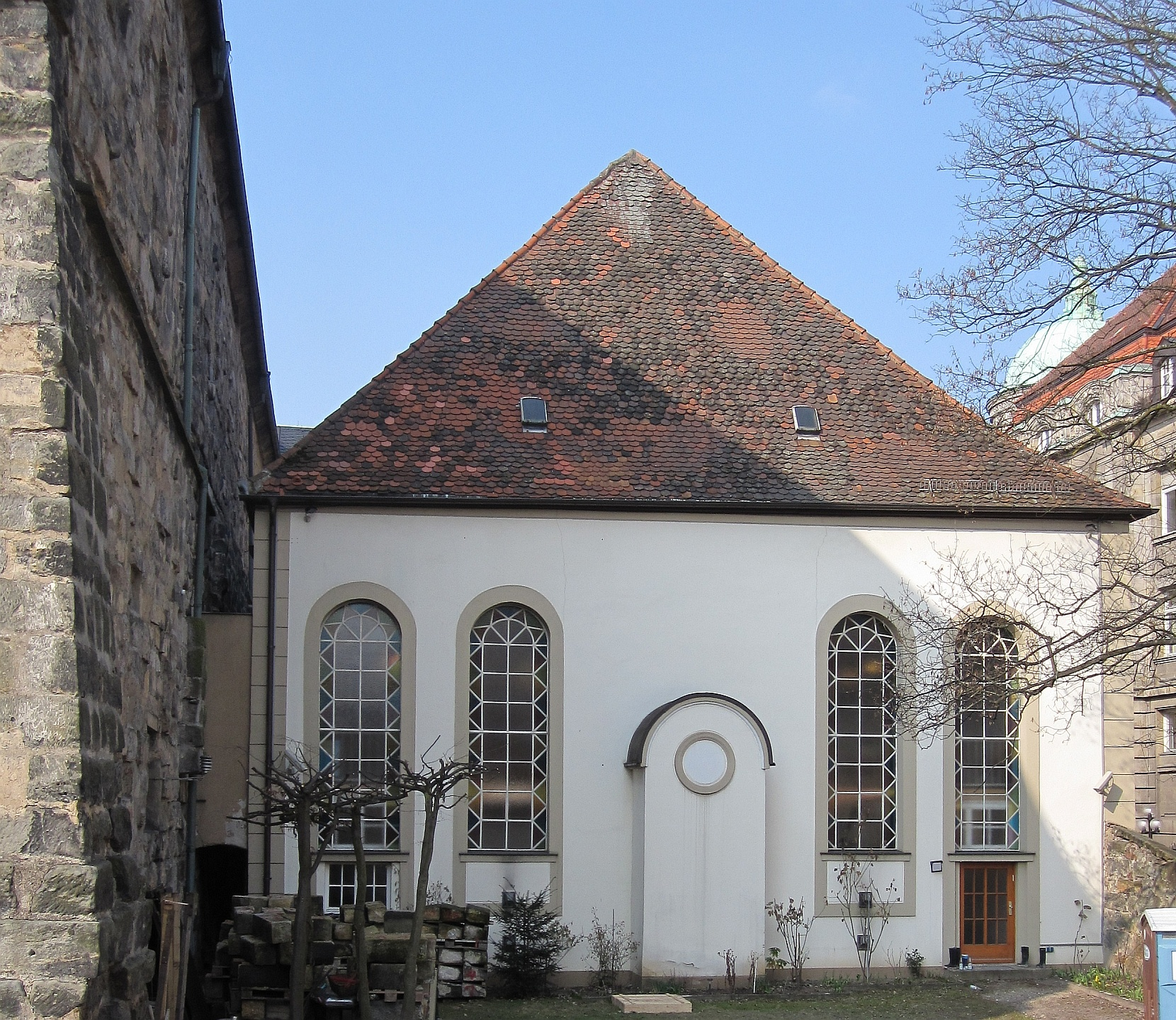
Die Ansicht von Osten verdeutlicht den geringen Abstand zum Markgräflichen Opernhaus

Im Zuge der Novemberpogrome in der Nacht vom 9. auf den 10. November 1938 wurde die Synagoge verwüstet. Dank der unmittelbaren Nähe zum Markgräflichen Opernhaus wurde sie von den Nationalsozialisten aber nicht in Brand gesteckt.

### Nach 1945

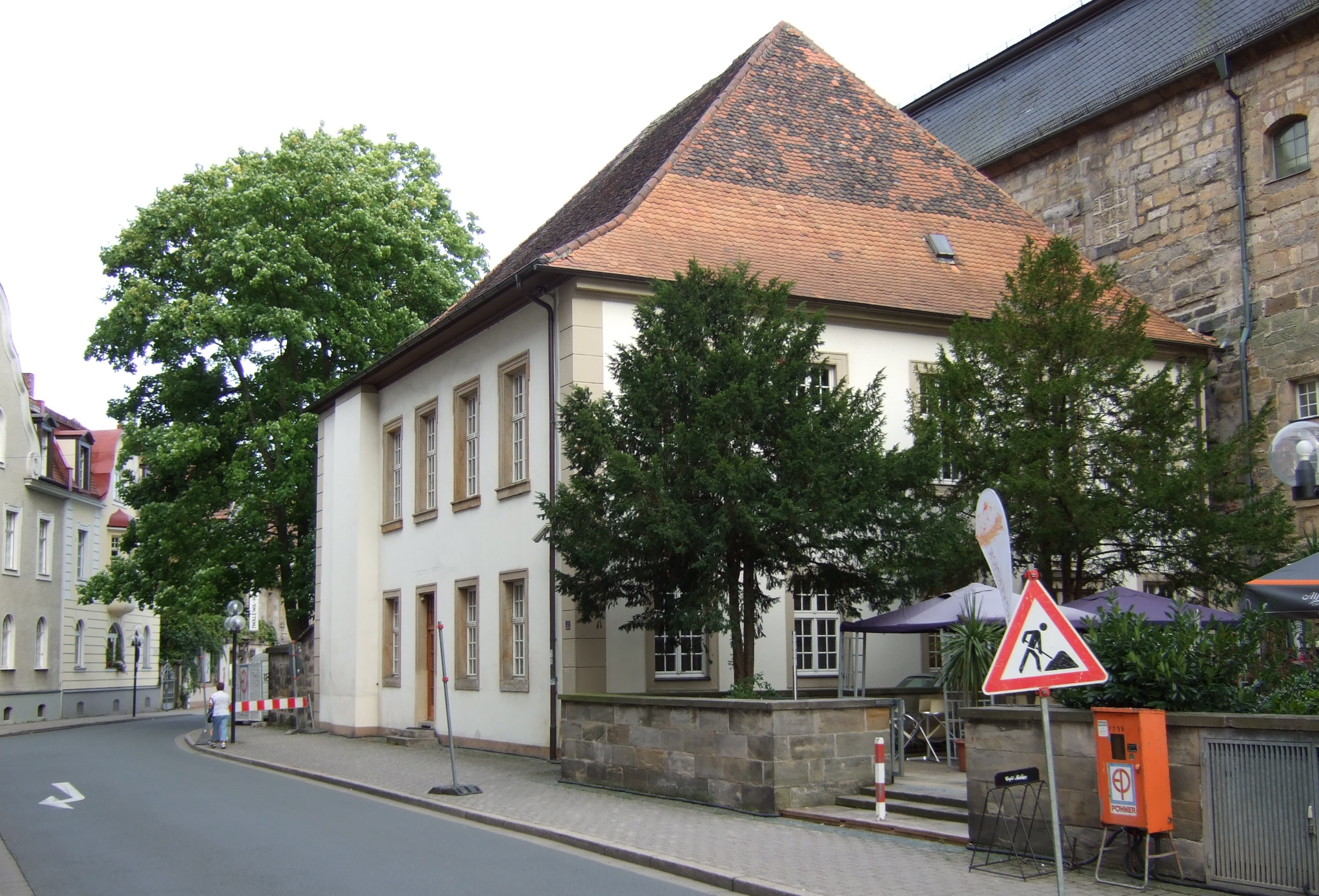
Zustand 2012 vor dem Umbau, Eingang zur Münzgasse

In den 1960er Jahren wurde das Gebäude notdürftig wiederhergestellt und umgebaut, am 1. April 1967 erneut eingeweiht. Am 16. August 2013 wurde im Garten der Synagoge die Mikwe, ein rituelles Tauchbad, eingeweiht. Das Wasser gelangt über einen Artesischen Brunnen aus 70 m Tiefe ohne Pumpe in das Wasserbecken.
Anschließend wurde das Gebäude erneut umgebaut und dabei weitgehend entkernt. Der Eingang wurde von der Straßenseite auf die Westseite zurückverlegt. Dort wurden auch wieder Rundbogenfenster eingebaut. Solche bestanden bis 1965 und mussten damals auf Drängen der Bayerischen Schloss- und Gartenverwaltung durch rechteckige Fenster ersetzt werden. Im Frühjahr 2018 konnte die Synagoge wieder eröffnet werden.
Nun soll, zunächst für museale Zwecke, die gegenüberliegende ehemalige Markgräfliche Münze, die von 1981 bis 2013 dem IWALEWA-Haus als Domizil gedient hatte, genutzt werden. Zur dortigen Ausstellung soll unter anderem das vollständig erhaltene Archiv der Gemeinde von 1760 bis 1933 gehören. Das als Kulturzentrum der jüdischen Gemeinde vorgesehene Gebäude ersetzte während der Dauer des Umbaus der Synagoge diese vorübergehend.

### Geniza
Bei Sanierungsarbeiten im Jahr 2009 wurden in einem Hohlraum auf dem Dachboden der Synagoge, einer Geniza, alte Schriftrollen und weitere aus dem Gebrauch genommene religiöse Gegenstände gefunden. Im Januar 2010 wurde der Fund durch das Genisaprojekt Veitshöchheim fachgerecht geborgen und in den folgenden Monaten inventarisiert. Seit Juli 2014 ist der gesamte Fundbestand der Bayreuther Genisa in einer Online-Präsentation einzusehen.